# Brit Marling
Brittany « Brit » Marling, née le 7 août 1982 à Chicago (Illinois), est une actrice, scénariste, réalisatrice et productrice américaine.

## Biographie
Brit Marling est née à Chicago en 1982. Son prénom lui a été donné d'après son arrière-grand-mère norvégienne.
Elle est diplômée en économie et en cinéma de l'université de Georgetown de la ville de Washington, D.C..

## Carrière
Elle est reconnue pour la première fois en 2004, pour le documentaire Boxers and Ballerinas, coécrit avec Mike Cahill et Nicholas Shumaker et coréalisé avec Mike Cahill.
En 2011, elle coécrit, coproduit et joue dans les films Sound of My Voice et Another Earth, tous deux présentés au Festival du film de Sundance, où Another Earth emporte le prix Alfred P. Sloan.
En 2012, elle joue la fille de Richard Gere dans Arbitrage.
En 2013, elle tient le rôle principal dans The East, un film sur l'éco-terrorisme qu'elle coproduit et coécrit. Elle joue aux côtés d'Elliot Page et d'Alexander Skarsgård.
En 2016, on la retrouve dans une série de Netflix : The OA, qu'elle a co-créée avec Zal Batmanglij.

## Filmographie

### Actrice

#### Cinéma
- 2007 : The Recordist de Zal Batmanglij (court métrage) : Charlie Hall
- 2009 : Political Disasters de Zach Horton (court métrage) : Brit
- 2009 : Political Disasters de Zach Horton : Brit
- 2011 : Sound of My Voice de Zal Batmanglij : Maggie
- 2011 : Another Earth de Mike Cahill : Rhoda Williams
- 2012 : Arbitrage de Nicholas Jarecki : Brooke Miller
- 2013 : Sous surveillance (The Company You Keep) de Robert Redford : Rebecca Osborne
- 2013 : The East de Zal Batmanglij : Sarah
- 2014 : The Better Angels de A.J. Edwards : Nancy Lincoln
- 2014 : I Origins de Mike Cahill : Karen
- 2014 : Dans le silence de l'Ouest (The Keeping Room) de Daniel Barber : Augusta
- 2014 : Posthumous (en) de Lulu Wang : McKenzie Grain

#### Télévision
- 2011 : Community : Page
- 2014 : Babylon : Liz Garvey
- 2016-2019 : The OA : Prairie Johnson / Nina Azarova / Brit (16 épisodes)
- 2023 : A Murder at the End of the World : Lee

### Scénariste
- 2004 : Boxers and Ballerinas (co-écrit avec Mike Cahill) (documentaire)
- 2011 : Sound of My Voice de Zal Batmanglij
- 2011 : Another Earth de Mike Cahill
- 2013 : The East de Zal Batmanglij
- 2016 / 2019 : The OA
- 2023 : Un meurtre au bout du monde (A Murder at the End of the World) (7 épisodes)

### Réalisatrice
- 2004 : Boxers and Ballerinas (co-réalisé avec Mike Cahill) (documentaire)
- 2023 : Un meurtre au bout du monde (A Murder at the End of the World) (3 épisodes)

### Productrice
- 2011 : Sound of My Voice de Zal Batmanglij
- 2011 : Another Earth de Mike Cahill
- 2013 : The East de Zal Batmanglij

#### Productrice exécutive
- 2016 / 2019 : The OA (16 épisodes)
- 2022 : On the Line: The Richard Williams Story de Stuart McClave (documentaire)
- 2023 : Un meurtre au bout du monde (A Murder at the End of the World) (7 épisodes)

## Distinctions
| Année | Prix                            | Catégorie                       | Nomination                     | Résultat   |
| ----- | ------------------------------- | ------------------------------- | ------------------------------ | ---------- |
| 2017  | GLAAD Media Awards              | Série dramatique exceptionnelle | The OA                         | Nomination |
| 2018  | Writers Guild of America Awards | Série dramatique                | Brit Marling et Zal Batmanglij | Nomination |

## Voix francophones
| - Elisabeth Ventura dans : - Another Earth - Arbitrage - Céline Mauge dans (les séries télévisées) : - The OA - Un Meurtre au Bout du Monde | Et aussi - Ingrid Donnadieu dans Sous surveillance - Claire Tefnin dans The East |